# 1452 en santé et médecine
| Années de la santé et de la médecine : 1449 - 1450 - 1451 - 1452 - 1453 - 1454 - 1455    |
| Décennies de la santé et de la médecine : 1420 - 1430 - 1440 - 1450 - 1460 - 1470 - 1480 |

Cet article présente les faits marquants de l'année 1452 en santé et médecine.

## Événements

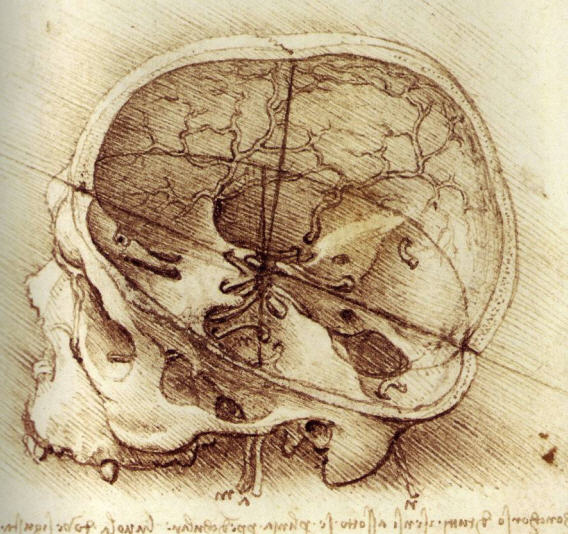
Léonard de Vinci
« Crâne »
Codex de Leicester
(ca 1510)

- 1er juin : en réformant les statuts de l'université de Paris, le cardinal d'Estouteville accorde aux médecins de la Faculté le droit de se marier[1].
- 26 juillet : fondation de l'université de Valence en Dauphiné par le dauphin Louis II, futur roi Louis XI, qui comprend dès l'origine une faculté de médecine[2].
- Jean Bruguière, docteur en médecine à Montpellier, fonde par testament un collège pour l'entretien de deux étudiants en médecine originaires de Gérone, qui n'y seront pas reçus avant l'année 1468[3],[4].
- À Milan, en Italie, on commence à dresser des tableaux de mortalité et à en tenir les registres, qui seront suivis sans interruption à partir de 1503[5].
- 1452 ou 1453 : dans l'archipel de Vanuatu dans le Pacifique, éruption du volcan Karua aujourd'hui immergé sous la caldeira de Kuwae entre les îles d'Epi et de Tongoa, deuxième plus forte éruption volcanique jamais enregistrée depuis le commencement de l'ère chrétienne et dont le nuage provoque, les années suivantes, des dizaines de milliers de morts par la famine et le froid un peu partout dans le monde, surtout en Chine et dans le Nord de l'Europe et de l'Amérique[6].

## Naissances
- 15 avril : Léonard de Vinci (mort en 1519), auteur d'importantes contributions en anatomie.
- Date inconnue : Alessandro Benedetti[7] (mort en 1512), médecin, anatomiste, historien, philologue et humaniste italien, professeur à Padoue et à Venise, auteur de plusieurs ouvrages, dont un De observatione in pestilentia[8] et une Anatomice, sive De historia corporis humani[9], imprimés pour la première fois à Venise en 1493[10].

## Décès
- 1452 au plus tard : Simon Guiot (né à une date inconnue), docteur en médecine, mainmortable de l'abbaye d'Acey, en Franche-Comté[11].